# Клинтон (Охајо)
Клинтон (енгл. Clinton) град је у америчкој савезној држави Охајо.

## Демографија
По попису из 2010. године број становника је 1.214, што је 123 (-9,2%) становника мање него 2000. године.
| Група             | 2000.         | 2010.         |
| Белци             | 1.303 (97,5%) | 1.180 (97,2%) |
| Афроамериканци    | 5 (0,4%)      | 4 (0,3%)      |
| Азијати           | 6 (0,4%)      | 4 (0,3%)      |
| Хиспаноамериканци | 5 (0,4%)      | 8 (0,7%)      |
| Укупно            | 1.337         | 1.214         |